# Au Lapin Agile
Au Lapin Agile ([lapε̃ aʒil], fr. U Čiperného králíka) je známý kabaret v Paříži na Montmartru v ulici Rue des Saules č. 22 severozápadně za bazilikou Sacré-Cœur, kde se kolem roku 1900 scházeli významní umělci a spisovatelé.

## Historie
Na místě dnešního kabaretu existoval výčep již v roce 1860 v době připojení Montmartru k Paříži. Ten několikrát změnil název. Nejprve se jmenoval Au rendez-vous des voleurs (U setkání zlodějů), pak se nazýval Cabaret des Assassins (Hospoda vrahů) podle legendy, že zde skupina vrahů kdysi zabila majitelova syna a nebo podle nástěnných maleb a obrazů zobrazujících různé činy sériových vrahů. Později se nazýval Ma Campagne (Můj venkov).

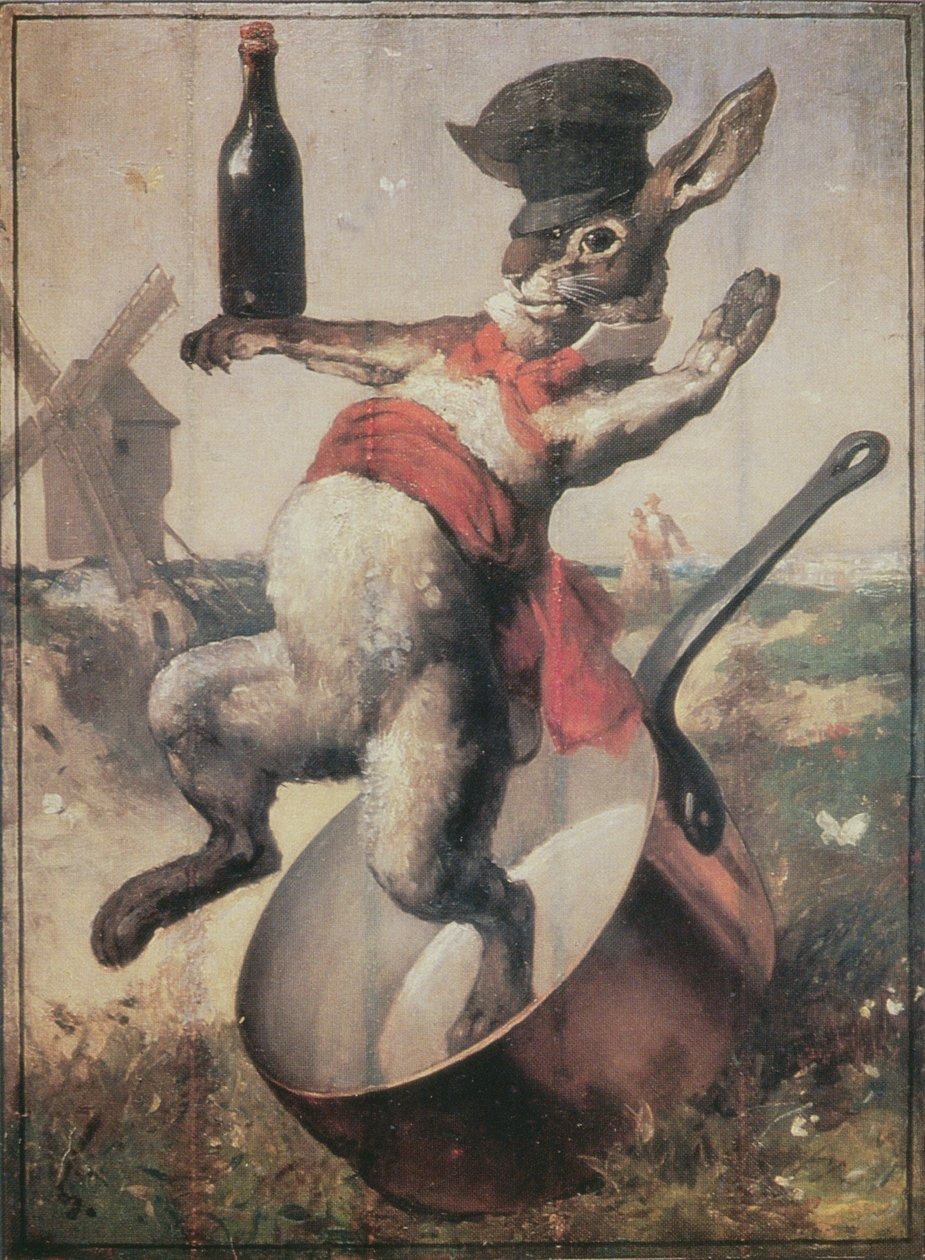
Vývěsní štít

V roce 1880 namaloval karikaturista André Gill kabaretu nový vývěsní štít, jehož kopie je na fasádě dodnes. Díky němu získal kabaret své současné jméno. Představuje králíka vyskakujícího z pánve a návštěvníci začali podniku říkat podle autora obrázku Le Lapin à Gill (Gillův králík). Časem z toho vznikla zkomolenina Lapin Agile (tj. Čiperný králík).
Na přelomu 19. a 20. století byl Lapin Agile oblíbeným místem malířů a spisovatelů jako např. Pablo Picasso, Amedeo Modigliani, Guillaume Apollinaire, Paul Verlaine, Max Jacob, Alphonse Allais, Auguste Renoir, Pierre-Ernest Prins nebo Maurice Utrillo.
V roce 1904 Picasso portrétoval Margot, snachu tehdejšího majitele kabaretu (obraz Žena s vránou). Z roku 1905 pochází jeho olejomalba s názvem V Lapin Agile. Kabaret malovali též Maurice Utrillo nebo Pierre-Ernest Prins.
V roce 1993 napsal americký komik Steve Martin hru s názvem Picasso at the Lapin Agile (Picasso v Lapin Agile), která se úspěšně hrála v Chicagu, Los Angeles a dalších městech. Hra zachycuje fiktivní setkání Pabla Picassa s Albertem Einsteinem v Lapin Agile.